# Erythrit
Erythrit hay đỏ cobalt là khoáng vật cobalt arsenat ngậm nước thứ cấp với công thức (Co3(AsO4)2·8H2O). Erythrit và annabergit (Ni3(AsO4)2·8H2O) (nickel asenat) tạo thành một chuỗi hoàn hảo với công thức chung (Co,Ni)3(AsO4)2·8H2O. 

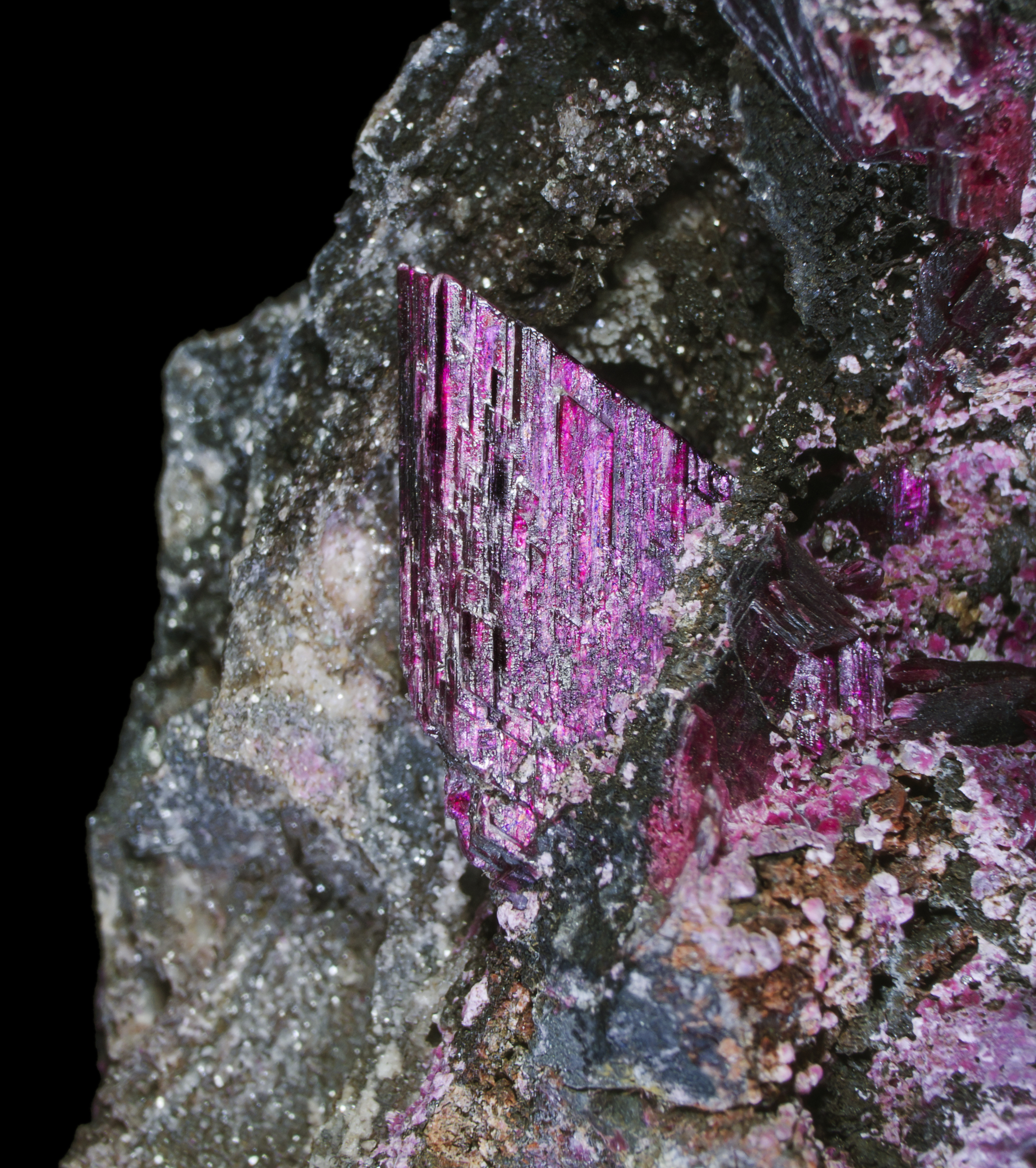
Erythrit từ Maroc

Erythrit kết tinh trong hệ đơn tà và tạo thành các tinh thể lăng trụ. Màu từ đỏ thẫm tới hồng và xuất hiện như là lớp che phủ thứ cấp được biết đến như là hoa cobalt trên các khoáng vật cobalt asenua. Các tinh thể kết tinh tốt hiếm gặp, với phần lớn khoáng vật biểu lộ trong các vỏ cứng hay các kết tập nhỏ dạng thận.
Erythrit được mô tả lần đầu tiên năm 1832 cho biểu hiện khoáng vật tại Grube Daniel, Schneeberg, Saxony, và có tên gọi xuất phát từ tiếng Hy Lạp έρυθρος (erythros) – nghĩa là đỏ. Theo dòng lịch sử, bản thân erythrit chưa từng là khoáng vật có tầm quan trọng kinh tế, nhưng những người thăm dò có thể sử dụng nó như là chỉ dẫn cho cobalt và bạc tự nhiên đi kèm theo.
Erythrit xuất hiện như là một khoáng vật thứ cấp trong vùng oxit của các trầm tích chứa khoáng vật Co–Ni–As. Nó thường đi kèm với cobaltit, skutterudit, symplesit, roselit-beta, scorodit, pharmacosiderit, adamit, morenosit, retgersit và malachit.
Các khu vực đáng chú ý là Cobalt, Ontario; Schneeberg, Saxony, Đức; Joachimsthal, Cộng hòa Séc; Cornwall, Anh; Bou Azzer, Maroc; mỏ Blackbird, Lehmi; mỏ Sara Alicia, gần Alamos, Sonora, Mexico; núi Cobalt, Queensland và mỏ đồng Dome Rock, Mingary, Nam Úc.

## Các biến thể khác
Biến thể chứa niken là annabergit xuất hiện như là hoa niken màu lục nhạt trên các khoáng vật niken asenua. Ngoài ra, sắt, magie và kẽm cũng có thể thay thế một phần cobalt, tạo ra các khoáng vật khác như parasymplesit (Fe), hörnesit (Mg) và kottigit (Zn).